# James Holland
James Holland est un footballeur international australien né le 15 mai 1989 à Sydney. Évoluant au poste de milieu défensif, il joue actuellement pour l'Austria Vienne.

## Palmarès

### En club
Avec le Newcastle Jets FC
- Champion d'Australie en 2008

 Avec le FK Austria Vienne
- Champion d'Autriche en 2013

### En sélection nationale
Avec l'équipe d'Australie des moins de 20 ans
- Vainqueur de la Weifang Cup en 2007[3]
- Vainqueur de l'AFF Youth Championship en 2008[4]
- Vainqueur de l'International Cor Groenewegen Tournament en 2009[5]

## Statistiques
Le tableau ci-dessous récapitule les statistiques de James Holland lors de sa carrière en club :
| Saison                | Club                    | Championnat           | Championnat | Championnat | Coupe(s) nationale(s) | Coupe(s) nationale(s) | Compétition(s) continentale(s) | Compétition(s) continentale(s) | Compétition(s) continentale(s) | Autres compétitions | Autres compétitions | Autres compétitions | Total | Total |
| Saison                | Club                    | Division              | M.          | B.          | M.                    | B.                    | Comp.                          | M.                             | B.                             | Comp.               | M.                  | B.                  | M.    | B.    |
| 2007-2008             | Newcastle Jets FC       | 1                     | 7           | 3           | -                     | -                     | -                              | -                              | -                              | Playoffs            | 4                   | 0                   | 11    | 3     |
| 2008-2009             | Newcastle Jets FC       | 1                     | 12          | 0           | -                     | -                     | -                              | -                              | -                              | -                   | -                   | -                   | 12    | 0     |
| 2009-2010             | AZ Alkmaar              | 1                     | 1           | 0           | -                     | -                     | -                              | -                              | -                              | -                   | -                   | -                   | 1     | 0     |
| 2010-2011             | Sparta Rotterdam (prêt) | 2                     | 14          | 2           | -                     | -                     | -                              | -                              | -                              | -                   | -                   | -                   | 14    | 2     |
| 2011-2012             | FK Austria Vienne       | 1                     | 11          | 0           | 2                     | 0                     | -                              | -                              | -                              | -                   | -                   | -                   | 13    | 0     |
| 2012-2013             | FK Austria Vienne       | 1                     | 34          | 0           | 5                     | 0                     | -                              | -                              | -                              | -                   | -                   | -                   | 39    | 0     |
| 2013-2014             | FK Austria Vienne       | 1                     | 33          | 0           | 1                     | 0                     | C1                             | 9                              | 0                              | -                   | -                   | -                   | 43    | 0     |
| 2014-2015             | FK Austria Vienne       | 1                     | 27          | 0           | 4                     | 1                     | -                              | -                              | -                              | -                   | -                   | -                   | 31    | 1     |
| 2015-2016             | MSV Duisbourg           | 2                     | 29          | 0           | 1                     | 0                     | -                              | -                              | -                              | BR                  | 2                   | 0                   | 32    | 0     |
| 2016-2017             | Adélaïde United FC      | 1                     | 10          | 0           | -                     | -                     | -                              | -                              | -                              | -                   | -                   | -                   | 10    | 0     |
| Total sur la carrière | Total sur la carrière   | Total sur la carrière | 178         | 5           | 13                    | 1                     | -                              | 9                              | 0                              | -                   | 6                   | 0                   | 206   | 6     |